# كالوم كيث رينيه
كالوم كيث رينيه (بالإنجليزية: Callum Keith Rennie)‏ هو ممثل بريطاني وكندي، ولد في 14 سبتمبر 1960 في المملكة المتحدة.

## أعمال

### أفلام
- (1994) تايمكوب[6]
- (2000) تذكار[7][8]
- (2004)  الثالوث[9]
- (2004) تأثير الفراشة[10]
- (2007)  المنظف
- (2007) الحرير
- (2007) غير المرئي[11]
- (2009) القضية 39[12]
- (2013) تي إس سبيفيت الصغير والخارق للعادة[13][14]
- (2015) خمسين ظل من جراي
- (2016) ووركرافت[15]
- (2017) جيغسو[16]

### مسلسلات
- الرجل في القلعة العالية
- الملفات الغامضة
- باتلستار غالاكتيكا
- فلاش فورورد

## وصلات خارجية
- كالوم كيث رينيه على موقع IMDb (الإنجليزية)
- كالوم كيث رينيه على موقع روتن توميتوز (الإنجليزية)
- كالوم كيث رينيه على موقع ألو سيني (الفرنسية)
- كالوم كيث رينيه على موقع أول موفي (الإنجليزية)
- كالوم كيث رينيه على موقع قاعدة بيانات الأفلام السويدية (السويدية)
- كالوم كيث رينيه على موقع إن إن دي بي (الإنجليزية)
- كالوم كيث رينيه على موقع قاعدة بيانات الفيلم (الإنجليزية)
- كالوم كيث رينيه على موقع كينوبويسك (الروسية)